# ジョン・ウィリアムズ (宣教師)

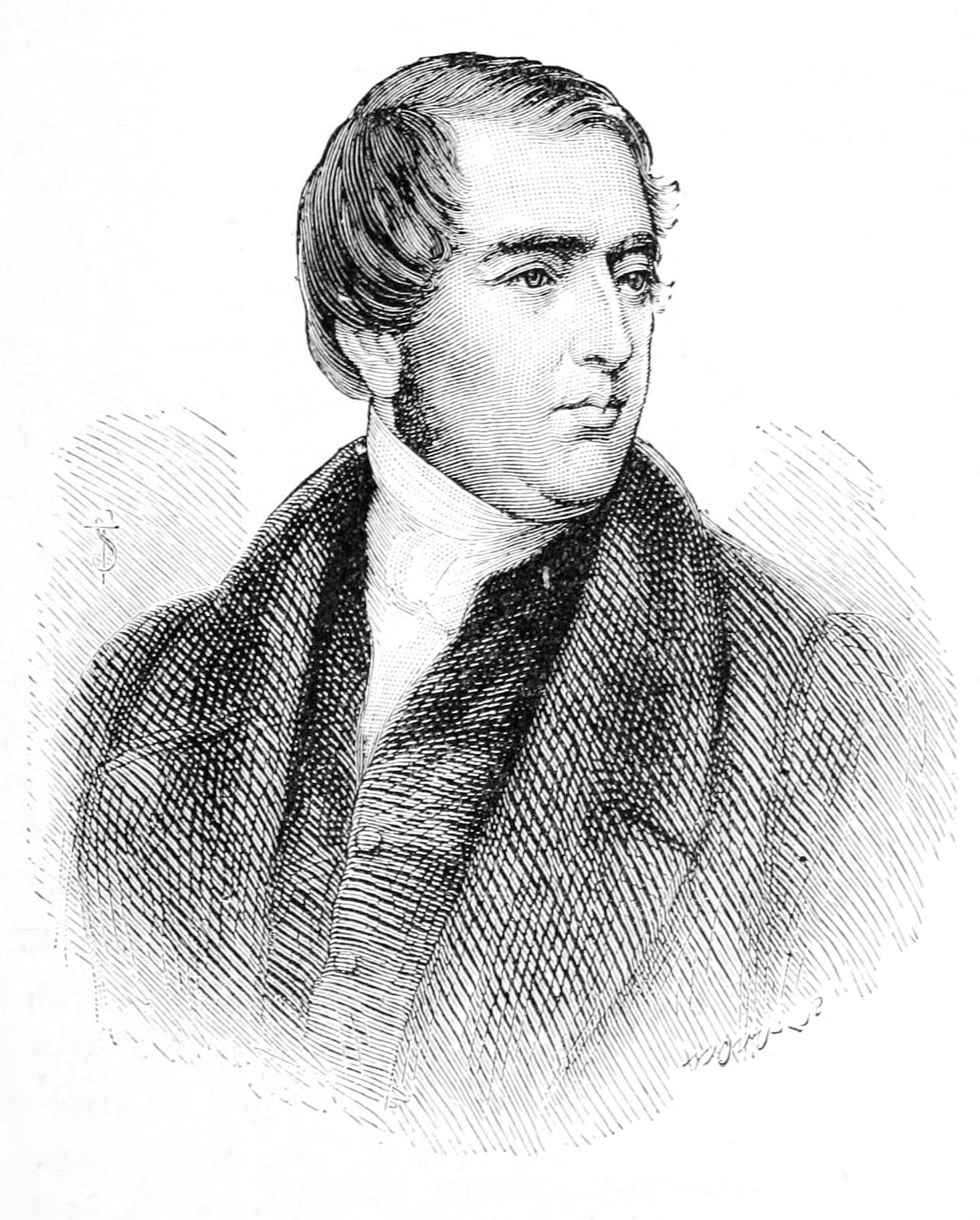
ジョン・ウィリアムズ (宣教師)

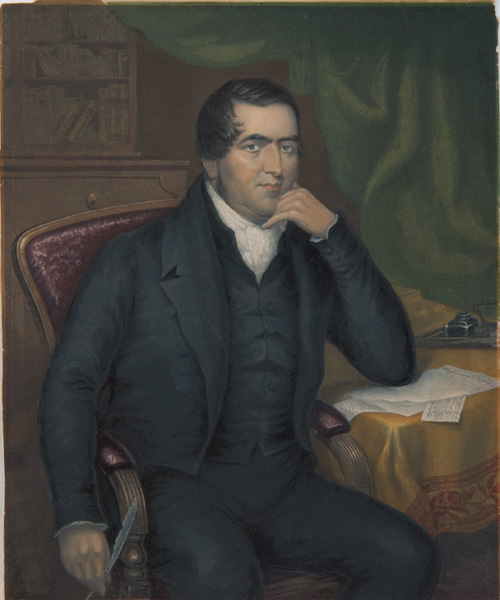
ジョン・ウィリアムズの肖像画（ジョージ・バクスター画、1843年）

ジョン・ウィリアムズ（John Williams、1796年6月29日 - 1839年11月20日）はロンドン伝道協会の宣教師。南洋諸島の小さい島を巡回して布教活動を行った。現在でも南洋諸島の各地に彼の布教の跡が数多く残されている。

## 生い立ち
ウェールズ出身の両親のもとでトットナムに生まれる。1810年に一家はロンドン北部に移り住み、そこで鉄鋳物工場の事務員として働き始める。当初は鍛冶にも興味を持っていたが、工場主の妻に連れられて初めて教会に行った彼はすぐに教会に魅了され、牧師のネイサン・ウィルクスから聖職に就くための準備クラスに登録され、彼の心はすぐに宣教師としての活動に傾いていった。
1816年9月、ロンドン伝道協会は彼をロンドンのサリー礼拝堂で行われる礼拝の宣教師として任命した。

## 年譜
- 1816年にロンドン伝道協会により宣教師に任命される。
- 1817年に妻と仲間と共にソシエテ諸島へ渡る。
- 1821年にクック諸島のアイツタキ島へ上陸して伝道を行なった。
- 1830年ごろサバイイ島を訪れる。
- 1830年ごろニウエ島にキリスト教を広めるために島の若者2人を拉致して宣教師に育てようと試みるが失敗した。この2人は翌年にニウエ島に戻されたが拉致されていた時に感染した赤痢やインフルエンザなどの病気を持ち込んでしまいニウエ島の人口の半数以上が死亡したと言われている[誰によって?]。
- 1839年にバヌアツのイロマンゴ島で人食い人種に襲われて殺され、その遺体は食べられた[4]。ロンドン宣教師協会からは殉教死と認定される。
- 1839年にラロトンガ島に記念碑が建てられる。この記念碑は2019年現在も現存している。